# 八槻綾介
八槻 綾介（やつき りょうすけ）は、日本の小説家。東京都板橋区出身、在住。

## 経歴

### 学歴・小説家以外の職歴
大東文化大学環境創造学部卒業。

## 作品

### 小説
- 『ややの一本　剣道まっしぐら！』（ポプラ社、2023年）